# Bebelis lignea
Bebelis lignea är en skalbaggsart som först beskrevs av Bates 1866. Bebelis lignea ingår i släktet Bebelis och familjen långhorningar.
Artens utbredningsområde är:
- Belize.
- Nicaragua.
- Panama.

Inga underarter finns listade.